# Dioscorea fractiflexa
Dioscorea fractiflexa är en enhjärtbladig växtart som beskrevs av Reinhard Gustav Paul Knuth. Dioscorea fractiflexa ingår i släktet Dioscorea och familjen Dioscoreaceae. Inga underarter finns listade i Catalogue of Life.